# Чана масала

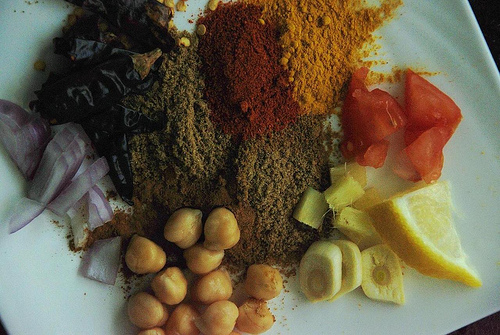
Сирі інгредієнти чана масала

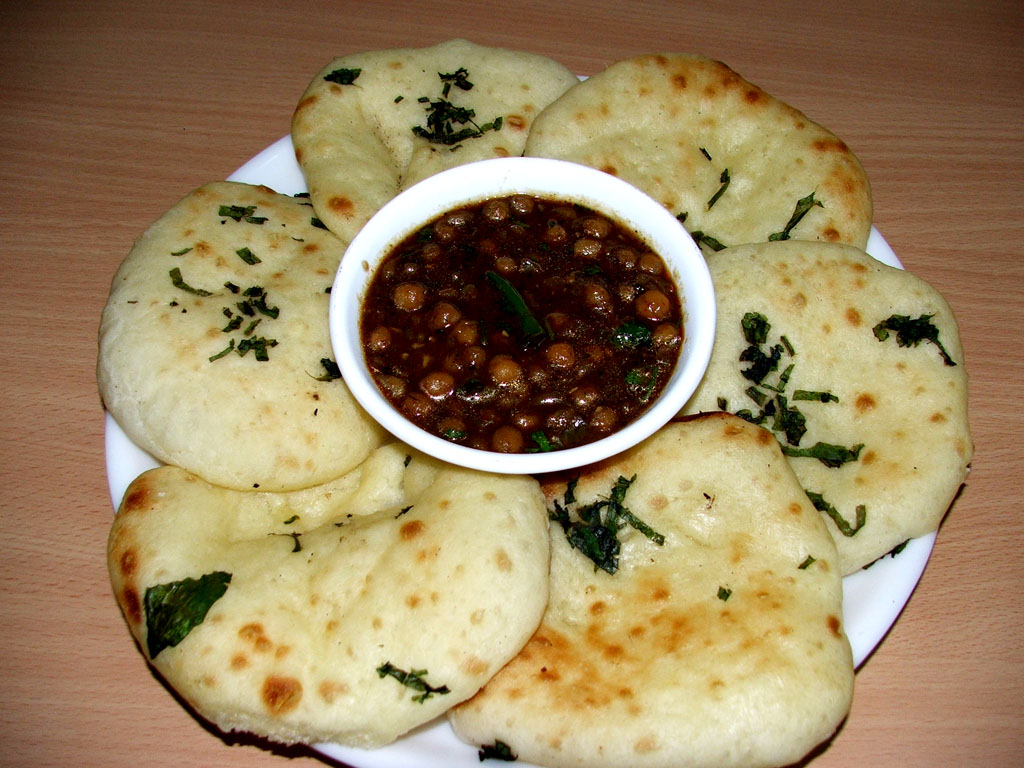
Кульча чоле (нут, поданий з роті)

Чана масала («пряний маленький-нут»), також відомий як чаннай, чоле масала, чоле — страва, що походить з Індійського субконтиненту. Основним інгредієнтом є сорт нуту, який називається чана (चना) або кала чана ('чорна хана'). Вони вдвічі перевищують діаметр типового нуту з більш сильним смаком і більш твердою текстурою навіть після приготування.
Чоле — назва великого і світлого нуту, який зазвичай зустрічається на Заході. Вони відомі як кабулі чана (काबुली चना) в індустані. Чана масала досить суха і пряна з кислуватою цитрусовою нотою (аромат зазвичай походить від коріандру та цибулі). Чана зазвичай продаються як закуски та вулична їжа на Індійському субконтиненті.

## Інгредієнти
Поряд з нутом, до складу інгредієнтів чана масала, як правило, входять цибуля, нарізані помідори, топлене масло гхі, кмин, куркума, коріандр у порошку, часник, перець чилі, імбир, амчур або лимонний сік та гарам масала.

## Регіональні варіації

### Індія
В Індії його подають вуличні продавці та ресторани, і його можна їсти з пурі.

### Пакистан
Алу чоле — це пакистанський різновид хана-масали, виготовлений з картоплею або нутом. У Лахорі використовується варіація страви, яка називається мургх-чолей .